# Montmirey-le-Château
Montmirey-le-Château település Franciaországban, Jura megyében. Lakosainak száma 197 fő (2022. január 1.). Montmirey-le-Château Dammartin-Marpain, Offlanges, Brans, Champagney, Moissey, Montmirey-la-Ville és Pointre községekkel határos.

## Népesség
A település népességének változása:
| Lakosok száma | 121  | 127  | 123  | 196  | 170  | 190  | 197  | 195  | 194  | 197  |
|               | 1968 | 1982 | 1990 | 2006 | 2013 | 2015 | 2017 | 2019 | 2020 | 2022 |